# Радлова, Анна Дмитриевна
А́нна Дми́триевна Ра́длова, урождённая Дармола́това (3 [15] февраля 1891, Санкт-Петербург — 23 февраля 1949, село Переборы, ныне часть Рыбинска) — русская поэтесса и переводчица.

## Биография
Отец — личный дворянин. Младшая сестра — скульптор Сарра Лебедева.
Окончила Бестужевские курсы. В 1914 году вышла замуж за известного театрального деятеля Сергея Эрнестовича Радлова.
Начала писать стихи с весны, а печататься с декабря 1916 года (в журнале «Аполлон»: стихотворения «Перед вечером мы шли среди поля», «Италия», «Горят два солнца»). В начале двадцатых годов Радлова входила в группу эмоционалистов, возглавлявшуюся Михаилом Кузминым, который посвятил ей первую часть своей последней вышедшей при жизни книги (1929 год) «Форель разбивает лёд». Выступала на литературных вечерах. Содержала в Петрограде литературный салон. В 1918—1923 годы вышло три сборника стихов («Соты», «Корабли», «Крылатый гость») и драма в стихах «Богородицын корабль», посвящённая хлыстовству. Написанная в 1931 году «Повесть о Татариновой» была издана только в 1997 году.
С 1922 года работала над переводами западноевропейских классиков (Бальзака, Мопассана и особенно Шекспира), предназначенными для театра. В Театре-студии под руководством С. Э. Радлова (с 1928 года — Молодой театр, в 1939—1942 годах — Театр имени Ленинградского Совета), была заведующей литературной частью.
Летом 1926 года Анна Радлова развелась с С. Э. Радловым и вышла замуж за инженера Корнелия (Корнилия) Павловича Покровского (1891—1938), причём первый муж остался жить с ними в одной квартире (как ранее и сам Покровский жил в одной квартире с супругами Радловыми). Об этом «mariage à trois» упомянул вернувшийся в СССР из эмиграции Д. П. Святополк-Мирский в одном из своих писем, назвав Радлову «…the wife of two men, one of whom is a very old friend of mine…». В 1938 году Покровский, на протяжении многих лет входивший в круг поэта Михаила Кузмина, в ожидании очередного ареста покончил с собой, оставив предсмертные письма Радлову и своей бывшей жене.
В марте 1942 года Радловы были эвакуированы вместе с театром в Пятигорск. Вскоре  город заняли немцы, а театр в феврале 1943 года был отправлен в Запорожье, затем в Берлин и далее. Оказавшись вместе с группой актёров на юге Франции к концу войны, Радловы после её окончания переехали в Париж, а затем по предложению советской миссии вернулись на Родину, где были сразу же арестованы, обвинены в измене и приговорены к десяти годам заключения, которое отбывали в Переборском лагпункте под Рыбинском. В лагере Радлов руководил самодеятельным театром, а Анна занималась с актёрами сценической речью.
23 февраля 1949 года Анна Радлова умерла от инсульта в том же лагере. Похоронена в окрестностях деревни Стерлядево, на могиле мужем был поставлен чугунный крест. Посмертно реабилитирована в 1958 году. Захоронение было утеряно, но на рубеже XXI века его нашли учащиеся рыбинской школы № 15; уже после этого с могилы был украден крест, на месте которого по инициативе рыбинского Центра детского и юношеского туризма и экскурсий была установлена мраморная глыба.
Сергей Радлов был освобождён в 1953 году, работал очередным режиссёром в театрах Даугавпилса и Риги. Решением Пленума Верховного суда СССР от 20 декабря 1957 года был признан необоснованно осужденным. Приговоры Военной коллегии Верховного суда СССР от 17 ноября 1945 года в отношении С. Э. Радлова и его жены, А. Д. Радловой, были отменены. Оба они были реабилитированы как жертвы политических репрессий. Скончался и похоронен в Риге в 1958 году.

## Творчество
Мир личных настроений — основное содержание поэзии Радловой. В её стихах преобладают мотивы смерти, любви, обречённости. Революцию она приняла как «грозовой воздух», «весёлую грозу». Она любуется «отблеском на небе», наблюдая за тем, «как милый дом горит».У Радловой ощущается тяготение к классическим образам, в то же время её стихи отличаются холодной пластичностью и некоторым однообразием. Наблюдается интерес к мистическому сектантству. Современники оценивали поэзию Радловой как позитивно (М. Кузмин, В. Чудовский), так и негативно (Э. Ф. Голлербах, Р. Б. Гусман, М. С. Шагинян).
В начале 1920-х годов некоторые критики, как например круг Михаила Кузмина, отводили Анне Радловой место первой русской поэтессы.
Переводы Шекспира приобрели большую известность, а в 1936—1940 годах они вызвали среди специалистов большую полемику. Критику возглавил К. И. Чуковский, обвинявший Радлову во всестороннем огрублении произведений. В защиту выступали ряд актёров, в том числе А. А. Остужев, видевших в подходе Радловой путь к преодолению тяжеловесной риторики и статичности. В «Литературной энциклопедии» 1935 года её переводы названы шедеврами.
Редактор полного собрания сочинений Шекспира А. А. Смирнов неоднократно писал о художественной ценности переводов А. Радловой: «А. Радлова переводит, соблюдая трагический лаконизм подлинника» (о переводе «Отелло»). Непреходящее значение имеет перевод А. Радловой трагедии „Ричард III“», в котором «с точностью, по сравнению с прежними переводчиками,
она воспроизводит и форму, и эмоциональное содержание шекспировской речи». Б. Л. Пастернак, характеризуя переводческую работу своих современников, замечает, что Шекспира переводили «очень хорошие поэты», и называет имена М. Лозинского и Анны Радловой. Сценичность шекспировских переводов А. Радловой высоко оценила М. Шагинян: «Переводчица во многом „навела” режиссёра, сумела отразить в передаче текста <…> моменты перелома комедии в трагедию <…> главное Анной Радловой сделано: она поняла, как надо расшифровать речь Шекспира в переводе на русский язык».

### Произведения
- Радлова А. Д. Соты : [сб. стихов]. — Петроград : Фиаметта, 1918.
- Радлова А. Д. Корабли : [вторая публ. стихов]. — Петроград : Алконост, 1920.
- Радлова А. Д. Крылатый гость : [третья публ. стихов]. — Петроград : Petropolis, 1922.
- Радлова А. Д. Богородицын корабль : [пьеса в стихах]. — Баку : Петрополис, 1923.
- Радлова А. Д. Повесть о Татариновой. — Написана в 1931, опубликована в 1997.
- Радлова А. Д. Как я работаю над переводами Шекспира // Литературный современник. — Л., 1934. — № 3.
- Радлова А. Д. Богородицын корабль ; Крылатый гость ; Повесть о Татариновой / публ., предисл. и прим. А. М. Эткинда. — М. : ИЦ-Гарант, 1997. — 192 с. — (Материалы и исследования по истории русской культуры ; вып. 1). — ISBN 5-900241-27-0. — ISBN 5-900241-49-1.
- Радлова А. Д. Путешествие по Франции 1925 г. / публ. К. Н. Левиной и А. Л. Дмитренко // Минувшее : Исторический альманах. — М. ; СПб., 1998. — № 23.

### Переводы
С немецкого
- Вальтер Газенклевер
  - Газенклевер, Вальтер. Браки заключаются в небесах. — Л. ; М. : МОДПИК, 1929.

С английского
- Кристофер Марло
  - Марло К. Эдуард Второй // Избранное. — М. : Терра, 1996.
- Уильям Шекспир
  - Шекспир В. Отелло ; Ромео и Джульетта ; Ричард III ; Макбет. — М. : Цедрам, 1935.
  - Шекспир В. Гамлет, принц датский / пер. Анны Радловой. — Л. : Искусство ; М., 1937.
  - Шекспир У. «Гамлет» в русских переводах XIX—XX веков / пер. Б. Пастернака, А. Кронеберга, К. Р., А. Радловой. — М. : Интербук, 1994.
  - Шекспир В. Антоний и Клеопатра / пер. Анны Радловой. — Л. : Искусство ; М., 1940.

С французского
- Ги де Мопассан
  - Мопассан Г. Монт-Ориоль // Собрание сочинений. — М. : ГОСИЗДАТ ; Л., 1927. — Т. 2.
  - Мопассан Г. Сердце человеческое // Собрание сочинений. — М. : ГОСИЗДАТ ; Л., 1927. — Т. 4.
- Александр Дюма (отец)
  - Дюма А. Десять лет спустя ; Виконт де Бражелон. — Л. : ACADEMIA, 1929.
- Оноре де Бальзак
  - Бальзак О. Тридцатилетняя женщина. — М. : ACADEMIA ; Л., 1931.
- Ромен Роллан
  - Роллан Ромэн. Игра любви и смерти // Собрание сочинений. — Л. : Время, 1932. — Т. XIII.
- Андре Жид
  - Жид А. Имморалист // Избранное : в 7 т.. — М. : ТЕРРА, 2002. — Т. 2.

Книги, переведённые на иностранные языки
- (de) Radlowa, Anna. Der Flügelgast. Gedichte. Das Schiff der Gottesmutter = Богородицын корабль / пер. на нем. А. Ницберга с парал. рус. текстом. — PFORTE, 2006.
- (de) Radlowa, Anna. Tatarinowa. Die Prophetin von St. Petersburg / Aus dem Russischen übersetzt und kommentiert von Daniel Jurjew, Nachwort von Oleg Jurjew. — Bonn : Weidle Verlag, 2015. — 112 s. — ISBN 978-3-938803-72-1.

### Об Анне Радловой
- Гусман Б. Сто поэтов. — Тверь, 1923.
- Кузмин М. Условности. — Париж, 1923. — С. 169—176.
- Чудовский В. Начало. — 1921. — № 1.
- Ego. Вестник литературы. — 1921. — № 3.
- Оксенов И. Публикация и революция. — 1921. — № 7.
- Слонимский А. Публикация и революция. — 1923. — № 11—12. (о «Крылатом госте»).
- Суздальцев О. В. «Не отвергай смиренной дани…» : (дарственные надписи на публикациях Г. А. Шенгели из собрания А. Д. Радловой) // Коллекции, книги, автографы : сб. науч. тр. — СПб., 2003. — Вып. 3. — С. 147—153.
- Чекалов И. Переводы «Гамлета» М. Лозинским, А. Радловой и Б. Пастернаком в оценке советской критики 30-х годов // Шекспировские чтения. — М., 1990. — С. 183—200.
- (en) Warren Jill. Shaping Shakespeare for the Stalinist Stage – Anna Radlova’s Othello // Negotiating Ideologies II : Inclusion and Exclusion in Russian Language and Culture. — Princess Dashkova Centre, 2012. — October.